# Chiesa di Santa Maria della Neve (Torre d'Isola)
La chiesa di Santa Maria della Neve è la parrocchiale di Torre d'Isola, in provincia e diocesi di Pavia; fa parte del vicariato I della Città.

## Storia
Si ignora in che anno sorse la primitiva chiesa di Torre d'Isola; la prima citazione che ne attesta la presenza risale al 1558, anno in cui la chiesa parrocchiale di Trivolzio, della quale era filiale, venne affidata ai Frati Francescani.
Nel 1703 iniziarono per volere del marchese Giacomo Botta Adorno i lavori di costruzione della nuova chiesa, la quale, progettata da Girolamo Bossi, fu inaugurata ed aperta al culto il 31 ottobre 1706.
Nel 1735 la chiesa ottenne il privilegio di poter essere dotata del Santissimo Sacramento; nel 1783 il convento di Trivolzio venne soppresso e il 27 agosto di quello stesso anno Torre d'Isola divenne parrocchia autonoma.
Nell'Almanacco pavese del 1807 si legge che a servizio della cura d'anime era preposto il solo parroco, che la chiesa aveva come filiali gli oratori di Santa Maria del Presepe e di Santa Sofia e che i fedeli erano 600, saliti a 669 nel 1877.
Dalla relazione della visita pastorale del 1898 del vescovo di Pavia Agostino Gaetano Riboldi s'apprende che nella chiesa avevano sede le confraternite del Santo Rosario e del Santissimo Sacramento, le Pie Unioni della Sacra Famiglia e delle Figlie di Maria, la compagnia di San Luigi Gonzaga e la congregazione del Terz'Ordine di San Francesco d'Assisi.
Nel 1938 l'interno dell'edificio fu ristrutturato e venne realizzato un pronao in legno; nel 1954 fu eretto il nuovo campanile e tra il 1958 e il 1960 la chiesa dovette essere adeguata ai dettami del Concilio Vaticano II.
Il 25 ottobre 1989, in base a quanto stabilito dal decreto del vescovo Giovanni Volta, la chiesa passò dal soppresso vicariato di Trivolzio al vicariato I.
Tra il 2000 e il 2006 le decorazioni dell'interno della chiesa subirono un restauro e nel 2004 pure la facciata venne ristrutturata.

## Descrizione

### Esterno
La facciata della chiesa è tripartita da quattro lesene d'ordine dorico e presenta il portale, sormontato da un piccolo timpano ingentilito da motivi vegetali e lo stemma dei signorotti Botta Adorno; a coronare il tutto è il timpano triangolare all'interno del quale s'apre un piccolo oculo.

### Interno
L'interno si compone di un'unica navata con volta a botte sulla quale s'affacciano le due cappelle laterali ospitanti gli altari di San Clemente e della Beata Vergine del Rosario; al termine dell'aula si sviluppa il presbitero, chiuso dall'abside, caratterizzata dalla volta a catino.